# لوازم‌خانگی گاگنائو
لوازم‌خانگی گاگنائو (به آلمانی: Gaggenau Hausgeräte) شرکت لوازم خانگی آلمانی است، که در سال ۱۶۸۳ میلادی تأسیس شد.